# Lucas Lossius
Lucas Lossius (auch: Lucas Lotze; * 18. Oktober 1508 in Vaake; † 8. Juli 1582 in Lüneburg) war ein deutscher lutherischer Theologe, Pädagoge und Hymnologe der Reformationszeit.

## Leben
Lossius studierte von 1530 bis 1532 in Wittenberg, wo er Martin Luther und Philipp Melanchthon kennenlernte. Ein Empfehlungsschreiben der beiden Reformatoren verschaffte ihm 1532 eine Stelle als Sekretär von Urbanus Rhegius in Lüneburg. Ein Jahr später wurde er Lehrer am dortigen Gymnasium Johanneum, wo er bis zu seinem Tod wirkte, ab 1542 als Konrektor. Er unterrichtete alte Sprachen und war als Kantor verantwortlich für die liturgische Musik in Schule und Kirche.
Seine Gattin Anna, mit der er seit 1542 verheiratet war, und drei Söhne überlebten ihn: Johannes, der Lehrer in Hamburg war, Hieronymus, später Pastor von St. Johannis in Lüneburg, und Lucas, der ebenfalls Lehrer wurde; eine Tochter starb im Kindesalter, drei andere Töchter, von denen die eine mit dem Rektor und späteren Pastor der Michaeliskirche in Lüneburg Maverus verheiratet war, waren schon vor ihm gestorben.
Im Gedenken an sein Lebenswerk wurde Lucas Lossius in seinem Geburtsort Vaake, einem Ortsteil der Gemeinde Reinhardshagen im Weserbergland, eine Straße gewidmet, die Lucas-Lossius-Straße. Die angrenzenden Straßen wurden passenderweise nach seinen Mentoren Martin Luther und Melanchthon benannt. Darüber hinaus trägt die Schule von Reinhardshagen seit 1970 seinen Namen: Lucas-Lossius-Schule.

## Werk
Als Grundlage seines Unterrichts in den alten Sprachen und in den Artes liberales schuf Lossius eine Reihe von Schulbüchern, die auf der Methodik Philipp Melanchthons aufbauen und vielfach nachgedruckt wurden. Dazu gehören seine Erotémata (altgriechisch Ἐρωτήματα ‚Fragen‘) in den Bereichen Grammatik, Dialektik und Rhetorik, Arithmetik und Musica practica. Besonders das letzte machte Lossius als Musiktheoretiker weithin bekannt.
Für seine Tätigkeit als Kantor gab er die Psalmodia heraus, ein Musiksammelwerk der Kirchenmusik, das als Unterrichtswerk für die Schule und gleichzeitig als Gottesdienstbuch für die Lüneburger Kirchen gedacht war und im ganzen norddeutschen Raum Verbreitung fand. Das Choralbuch ist eine Mischung aus Graduale und Antiphonale enthält eine große Auswahl von vorreformatorischen Gesängen (antiphonas, responsoria, hymnos, invitatoria, introitus, Halleluia et sequentias) mit nur geringen, der reformatorischen Theologie geschuldeten Veränderungen. Seine weite Verbreitung sorgte mit dafür, dass die lutherische Kirchenmusik an der Tradition des lateinischen Gesangs festhielt.
Im Evangelischen Gesangbuch finden sich von ihm:
- Ehre sei dir, Christe (75, Melodie und Text nach älteren Vorlagen)
- Der du bist drei in Einigkeit (470, Melodie nach älteren Vorlagen)
- Heilig, heilig, heilig (nordelbischer Regionalanhang 672.2, Melodie)

In älteren Gesangbuch-Ausgaben sowie im Gotteslob ist zu finden:
- Ein Kind geborn zu Bethlehem (GL 146) (Puer natus in Bethlehem)

Für die Lüneburger Lokalgeschichte bedeutsam wurde sein Lunaeburga Saxoniae, eine Sammlung lateinischer Gedichte zur Geschichte und Gestalt der Stadt, die er 1564 zur Feier des im Jahr zuvor
geschlossenen Friedens zwischen Lüneburg und den Herzögen Heinrich und Wilhelm herausgab. Neben Gedichten über die Geschichte der Stadt und Epitaphien der zu seiner Zeit verstorbenen angesehenen Lüneburger, enthält die Sammlung besonders Beschreibungen von allem, was Lossius zu seiner Zeit an Gebräuchen und Dingen merkwürdig schien.

## Schriften (Auswahl)
Zu einer vollständigen Übersicht siehe das Verzeichnis der im deutschen Sprachbereich erschienenen Drucke des 16. Jahrhunderts (VD 16).
- Erotemata dialecticae et rhetoricae Philippi Melanthonis, et praeceptionum Erasmi Roterodami … ad usum scholarum «quas vocant Triviales» breviter selecta et contracta. 1545
- Psalmodia, hoc est, Cantica Sacra Veteris Ecclesiae selectae 1553 (DKL 155310)
 Faksimile der Ausgabe Wittenberg 1561: Stuttgart 1996 (Heilbronner Musikschatz, 12)

- Arithmetices erotemata puerilia. Eichorn, Frankfurt/Oder 1557 ZV 9868 im VD 16. (Digitalisat des Exemplars der SLUB Dresden)
- Erotemata musicae practicae 1563 (RISM B VI 1,517)
- Lunaeburga Saxoniae. Frankfurt am Main 1566
 Neudruck: Lunaeburga Saxoniae – Lüneburg im Sachsenland. Nach dem lateinischen Urtext von Lucas Lossius ins Deutsche übertragen von Hans Dumrese. Lüneburg, Lüneburger Drucke 1956.
- Fabulae Aesopi. Egenolph, Marburg 1571 (Google-Books)
- Epitaphia principuum, ducum, nobilium et praecipuorum ecclesiae, reipublicae et scholarum gubernatorum aliorumque in Saxonia inferiore illustrium. Wittenberg 1580
- Catechismus, Hoc Est, Christianae Doctrinae Methodus. Egenolph, Frankfurt 1584 (Digitalisat der Universitätsbibliothek Regensburg)